# Államok vezetőinek listája 98-ban
Ezen az oldalon az i. sz. 98-ban fennálló államok vezetőinek névsora olvasható földrészek, majd országok szerinti bontásban. 

## Európa
- Boszporoszi Királyság
  - Király: I. Szauromatész (93/94–123/124)

- Dák Királyság
  - Király: Decebalus (87–106)

- Római Birodalom
  - Császár: Nerva (96–98)
  - Császár: Traianus (98–117) 
    - Consul: Nerva császár
    - Consul: Marcus Ulpius Traianus
    - Consul suffectus: Gnaeus Domitius Tullus
    - Consul suffectus: Sextus Iulius Frontinus
    - Consul suffectus: Marcus Annius Verus
    - Consul suffectus: Lucius Iulius Ursus
    - Consul suffectus: Titus Vestricius Spurinna
    - Consul suffectus: Gaius Pomponius Pius
    - Consul suffectus: Aulus Vicirius Martialis
    - Consul suffectus: Lucius Maecius Postumus
    - Consul suffectus: Gaius Pomponius Rufus Acilius Coelius Sparsus
    - Consul suffectus: Gnaeus Pompeius Ferox Licinianus
    - Consul suffectus: Publius Iulius Lupus

  - Britannia provincia
    - Legatus: Titus Avidius Quietus (97–101)

## Ázsia
- Armenia
  - Király: Szanatrukész (75–110)

- Elümaisz
  - Király: III. Oródész (90-100)

- Hsziungnuk
  - Sanjü: Sici (94-98)
  - Sanjü: Tan (98-124)

- Ibériai Királyság
  - Király: I. Mithridatész (58–106)

- India
  - Anuradhapura
    - Király: Vaszabha (67–111)

  - Indo-pártus Királyság
    - Király: Pakorész (kb. 100)

- Japán
  - Császár: Keikó (71–130)

- Kína (Han-dinasztia)
  - Császár: Han Ho-ti (88–106)

- Korea
  - Pekcse
    - Király: Kiru (77–128)

  - Kogurjo
    - Király: Thedzso (53–146)

  - Silla
    - Király: Phasza (80–112)

  - Kaja államszövetség
    - Király: Szuro (42–199?)

- Kusán Birodalom
  - Király: Vima Kadphiszész (90–100)

- Nabateus Királyság
  - Király: II. Rabbel (70–106)

- Oszroéné
  - Király: Szanatrukész (91–109)

- Pártus Birodalom
  - Nagykirály: II. Pakórosz (78–115)

## Afrika
- Római Birodalom
  - Aegyptus provincia
    - Praefectus: Marcus Iunius Rufus (94–98)
    - Praefectus: Gaius Pompeius Planta (98–100)
- Kusita Királyság
  - Kusita uralkodók listája

## Fordítás
Ez a szócikk részben vagy egészben  a   Liste der Staatsoberhäupter 98 című német Wikipédia-szócikk ezen változatának fordításán alapul.  Az eredeti cikk szerkesztőit annak laptörténete sorolja fel. Ez a jelzés csupán a megfogalmazás eredetét és a szerzői jogokat jelzi, nem szolgál a cikkben szereplő információk forrásmegjelöléseként.